# Cratospila
Cratospila is een geslacht van insecten uit de orde vliesvleugeligen (Hymenoptera) en de familie schildwespen (Braconidae).

## Soorten
- Cratospila albifera Sohn & van Achterberg, 2021[2]
- Cratospila alboapicalis Tobias, 1990
- Cratospila bhutanensis Bhat, 1980
- Cratospila circe (Haliday, 1838)
- Cratospila confusa Wharton, 2002
- Cratospila curvabilis Bhat, 1980
- Cratospila difficilis Wharton, 2002
- Cratospila dracula Wharton, 2002
- Cratospila ejuncida Sohn & van Achterberg, 2021[2]
- Cratospila elongata Wharton, 2002
- Cratospila longicornis Szepligeti, 1905
- Cratospila luteocephala Sohn & van Achterberg, 2021[2]
- Cratospila malayensis (Ashmead, 1905)
- Cratospila masneri Wharton, 2002
- Cratospila neocirce Wharton, 1980
- Cratospila storeyi Wharton, 2002
- Cratospila syntoma Sohn & van Achterberg, 2021[2]
- Cratospila tricolor (Telenga, 1948)